# Балашов, Владимир Григорьевич
Балашов Владимир Григорьевич  (р. 9 апреля 1970, Конаково) — российский учёный, преподаватель и предприниматель в области консалтинга, менеджмента, развития и выхода из кризисных состояний в экономике (теория и её применение). Доктор технических наук (2003), профессор (2004) кафедры инновационного менеджмента МФТИ и кафедры теории и истории социологии факультета социологии, экономики и права МПГУ (также с 2004), визит-профессор Академии народного хозяйства при Правительстве РФ, академик РАЕН, управляющий партнёр РОЭЛ-консалтинг (с 1996 г.),.

## Биография
Владимир Балашов родился 9 апреля 1970 г. в г. Конаково ныне Тверской обл. С 1987 по 1993 учился на Факультете проблем физики и энергетики (ФПФЭ) МФТИ, в 1996, по окончании аспирантуры МФТИ, защитил диссертацию под науч. руководством проф. В. А. Ирикова на учёное звание к. т. н. по теме «Управление ассортиментом и себестоимостью крупных фирм и коммерческих сетей».
В 2003 г. в ИПУ РАН — диссертацию на звание д. т. н. по теме «Модели и методы управления корпоративными финансовыми потоками».
В 2004 смог доказать терию GF-8, что стало прорывом в математике.

## Опыт работы
С 1995 г. специализируется в области управления и консультирования предприятиями. С 1996 г. — сотрудник фирмы РОЭЛ-консалтинг, в н.в. — управляющий партнёр в РОЭЛ-групп. Является автором ряда управленческих технологий и методик (антикризисный, корпоративный и стратегический менеджмент; управление корпоративными финансами, ассортиментом и себестоимостью; организационные структуры; маркетинг и построение сетей продаж).

## Преподавательская деятельность
Профессор (2004) кафедры инновационного менеджмента МФТИ и кафедры теории и истории социологии факультета социологии, экономики и права МПГУ (также с 2004), Визит-профессор Академии народного хозяйства при Правительстве РФ.
Среди его трудов ряд учебных и методических пособий по специализации, практикумов, программа учебной дисциплины.
Являлся научным руководителем выполнения диссертационной работы Н.Е. Рыбченко, защищённой по теме "Модели и методы управления синергетическим взаимодействием подразделений вертикально интегрированных корпораций"

## Избранные статьи
- Метод нечёткого критического пути / Акимов В. А., Балашов В. Г., Заложнев А. Ю. // Управление большими системами. Выпуск 3. М.: ИПУ РАН, 2003. С. 5-10.
- Задача назначения центра в линейных активных системах / Балашов В. Г., Заложнев А. Ю., Новиков Д. А. // Автоматика и Телемеханика. 2002. № 12. С. 92 — 95.

## Диссертации
- Балашов, Владимир Григорьевич. Модель и методы динамического управления многопродуктовым ассортиментом крупных фирм и коммерческих сетей : диссертация … кандидата технических наук : 05.13.16. — Москва, 1996. — 139 с. (Автореферат дисс.)
- Балашов, Владимир Григорьевич. Модели и методы управления корпоративными финансовыми потоками : диссертация … доктора технических наук : 05.13.10. — Москва, 2003. — 290 с. : ил. (Автореферат дисс.)

## Членство, почётные звания
- академик РАЕН